# ガーディアンズ・オブ・ギャラクシー:リミックス
『ガーディアンズ・オブ・ギャラクシー:リミックス』（原題: Guardians of the Galaxy Vol. 2）は、2017年のアメリカ合衆国のスーパーヒーロー映画。マーベル・コミックのスーパーヒーローチーム「ガーディアンズ・オブ・ザ・ギャラクシー」をベースにジェームズ・ガンが監督・脚本を務め、クリス・プラット、ゾーイ・サルダナ、デイヴ・バウティスタらが出演する。『ガーディアンズ・オブ・ギャラクシー』（2014年）の続編で「マーベル・シネマティック・ユニバース」（MCU）の15作目の作品である。マーベル・スタジオ製作、ウォルト・ディズニー・スタジオ・モーション・ピクチャーズ配給。

## ストーリー
惑星ザンダー滅亡を目論んでいたクリー人の狂信的テロリスト・ロナンの計画を阻止したピーター・クイル / スター・ロード、ガモーラ、ドラックス、ロケット、ベビー・グルートの名前は『ガーディアンズ・オブ・ギャラクシー』として宇宙に知れ渡った。
あるとき彼らはソヴリン人の女王アイーシャからの依頼で、宇宙怪獣アビリスクからアニュラクス・バッテリーの施設を守る任務に就く。仕事に成功したガーディアンズは報酬として、行方をくらませていたガモーラの義妹ネビュラの身柄を引き取り、ザンダーに送り届けて報奨金を受け取ろうとする。ところが道中でロケットがアニュラクス・バッテリーをくすねていたことが分かり、ガーディアンズらが乗る宇宙船ミラノ号はソヴリンの艦隊に襲撃されてしまう。絶体絶命の危機に陥った一同だったが、突然現れた謎の宇宙船がソヴリンの艦隊を撃破したことで、ミラノ号は何とか惑星ベアハートに不時着する。謎の宇宙船から現れた宇宙人エゴは、クイルの父を名乗り、世話係のマンティスと共にガーディアンズ一行を自らの星に招待する。半信半疑ながらもクイルとガモーラ、ドラックスはエゴの招待を受けることになり、ロケットとグルートにミラノ号の修理とネビュラの監視を任せ、エゴの星へと向かう。
一方、艦隊を撃破されたアイーシャは、ガーディアンズ逮捕のためヨンドゥ・ウドンタ率いるラヴェジャーズを雇う。ラヴェジャーズはロケットとグルートを捕獲するが、ヨンドゥは自分が育てたクイルの追跡に関しては弱気になり、これに対し不満を抱いたテイザーフェイス一派は反旗を翻す。ヨンドゥは、グルートを唆して自由になっていたネビュラに倒され、彼女はその礼だった宇宙船で単身ガモーラを追跡する。投獄されたヨンドゥは、密かに反乱へ反対していたクラグリンとベイビー・グルートに、ヤカの矢の操縦装置であるフィンを取りに行かせ、ロケットたちと共闘してテイザーフェイス派を抹殺し、4人でエゴの星へと向かう。
セレスティアル（天人）のエゴは、自らの意識で美しい惑星を作り、他の生命体を探して旅に訪れた地球で、人間の姿をとってクイルの母メレディスと恋に落ちたと語る。ヨンドゥはクイルをエゴの元に届けるために雇われたが、何故か身柄は引き渡されず、エゴは長年クイルのことを探していたのだった。半信半疑だったクイルも、自身がエゴのような造型能力を使いこなせることで彼の息子であると自覚するが、やがて母の死はエゴのせいだったと知り、怒りを露わにする。クイルが思い通りにならなかったことに憤ったエゴは、クイルを惑星「拡張」のエネルギー源にしようとし、クイルが大切にしていたウォークマンを破壊する。一方、ガモーラとネビュラはエゴの星の片隅で大量の骸骨を見つけ、マンティスから「エゴの思い通りにならなかったために殺された彼の子どもたち」であることを聞き出す。
ガモーラたちは駆けつけたロケットたちと合流し、エゴを倒すための共闘を始める。ロケットは盗み出したアニュラクス・バッテリーで時限爆弾を作り、グルートを使って惑星中心にあるエゴの「脳」へ仕掛けさせる。クイルは、エゴの陰謀を知ったヨンドゥが自分を引き渡さなかったことを聞かされ、ヨンドゥこそ自分を守った「父親」であったことを知る。ヨンドゥは、エゴと戦い逃げ遅れたクイルを救いに行き、星の外に出たところで死亡する。ヨンドゥの死に際し、クラグリンはヨンドゥがクイルのために買っていたZuneを渡し、逆にクイルからヨンドゥの形見であるヤカの矢を受け取る。かつてラヴェジャーズから除名されたヨンドゥだったが、ロケットの知らせに応じて多くの仲間が彼を悼みに現れ、スタカー・オゴルドはラヴェジャーズの再結成を決める。
ミッド・クレジットシーンで、アイーシャは新しい出産ポッドを作ったことを明かし、ここから生まれるのはアダムだと述べる。また思春期になったグルートが、ゲーム三昧で引きこもり生活を行っている様子が描かれる。ウォッチャーたちは宇宙飛行士（スタン・リー）を取り残して惑星を去る。

## 登場人物・キャスト

### ガーディアンズ・オブ・ギャラクシーとその関係者
ピーター・ジェイソン・クイル / スター・ロード
演 - クリス・プラット、日本語吹替 - 山寺宏一
ガーディアンズ・オブ・ギャラクシーのリーダー的存在で、個性的な仲間たちを相手に四苦八苦な日々を送りながらも、気楽さを忘れないムードメーカー。
本作では、謎だった実の父が「天界人（セレスティアルズ）」のエゴであること、また、自身もエゴと同じ天界人の力を秘めていることが判明する。
少年期のピーター・クイル
演 - ワイアット・オレフ
ガモーラ
演 - ゾーイ・サルダナ、日本語吹替 - 朴璐美
言い争いや悪ふざけの絶えない男性陣を叱咤しながらどうにかまとめている、ガーディアンズの紅一点。本作では義理の妹ネビュラと死闘を繰り広げるが、やがて互いに本心を打ち明け、長年のわだかまりが解けることになる。
ドラックス
演 - デイヴ・バウティスタ、日本語吹替 - 楠見尚己
仲間の制止を振り切って猪突猛進することも多いパワーファイター。ズレた言動や豪快な笑いで周囲を引かせることも多いが、時に物事の核心を突く。
ベビー・グルート
声 - ヴィン・ディーゼル、日本語吹替 - 遠藤憲一
ザンダーでの戦いの後、先代グルートの破片の小枝から蘇った「フローラ・コロッサス」（ファンからは先代グルートが蘇った姿だと考えられていたが、ガン監督によれば、全くの別人格で以前の記憶は残していないという）。小動物程度の大きさに成長し、2足歩行もできるようになったが、知性も身体と同じく幼くなっている（日本語版での一人称は「ボク」）。
ロケット
声 - ブラッドリー・クーパー、日本語吹替 - 加藤浩次〈極楽とんぼ〉
アライグマの姿をした、ガーディアンズ随一の武器・メカのスペシャリスト。仲間との口争いが絶えず、アニュラックス電池をくすねるなど手癖の悪さからトラブルメーカーでもある反面、本作ではガーディアンズとの友情も垣間見せる。
ネビュラ
演 - カレン・ギラン、日本語吹替 - 森夏姫
義父サノスにより殺し屋として育成・サイボーグ化された、ガモーラの義妹。幼少期の恨みからガモーラやサノスへの復讐を誓っているが、本作ではガモーラとの関係を変化させる兆しが描写される。

### エゴの星
エゴ
演 - カート・ラッセル、日本語吹替 - 金尾哲夫
クイルの実父である初老の男性で、超常的な力を持ち、宇宙の誕生から生き続けてきた「天人（セレスティアル）」。その正体は惑星そのもので、星の中枢に浮遊する人間の脳のような物体が彼の本体である。人間体は、数々の星を渡り歩き他人と接するために生み出されたアバターに過ぎない。
宇宙の誕生と共に実体のないエネルギー体として産まれ、長年かけて惑星を形作るが、孤独に苛まれたことから宇宙全体を飲み込む「拡張」を目指すようになった。そのため人間体を使って数々の惑星に分身である「種」を植えたほか、様々な種族と交配し「拡張」に必要な自らの子どもを生ませ、ヨンドゥに自分の星へ送り届けさせていた。
インフィニティ・ストーンに触れても無事だった地球人の噂を聞き、自身の子どもではないかと考えクイルに接触。天界人の能力を引き継いだクイルに対し、「拡張」へ協力するよう説得する。
マンティス
演 - ポム・クレメンティエフ、日本語吹替 - 秋元才加
エゴに拾い育てられたエイリアンで、エゴの従者。触れた人物の心を読んだり感情を操ることができる「エンパシー（共感能力）」を持っている。

### ソヴリン
アイーシャ
演 - エリザベス・デビッキ、日本語吹替 - 魏涼子
全身が黄金色のソヴリン人の頂点に立つ女王で、アニュラックス電池の警護のためにガーディアンズを雇う。しかしガーディアンズに電池を盗まれたため、彼らを追跡し、執拗に付け狙う。

### ラヴェジャーズ

#### ヨンドゥの部隊
ヨンドゥ・ウドンタ
演 - マイケル・ルーカー、日本語吹替 - 立木文彦
ラヴェジャーズの一員で、エクレクター号の船長。エゴの依頼で彼の子どもたちを送り届けては報酬を得ていたことが露呈し、ラヴェジャーズの掟に反したとして本隊から除名されていた。
本作ではクイルに甘いことが災いし、テイザーフェイスら部下からクーデターを起こされてしまう。
テイザーフェイス
演 - クリス・サリヴァン、日本語吹替 - 廣田行生
ラヴェジャーズの一員で、ヨンドゥの部下。クイルに甘いヨンドゥに不満を募らせており、クーデター後は隊をまとめるリーダーとなる。
タルク
演 - トミー・フラナガン、日本語吹替 - 隈本吉成
ヨンドゥの片腕であるラヴェジャーズのベテランメンバーで、テイザーフェイスの反乱に加わらずヨンドゥに忠誠を尽くした。
レッチ
演 - エヴァン・ジョーンズ、日本語吹替 - 小川剛生
ラヴェジャーズのヨンドゥの部隊の一員。テイザーフェイスのクーデターに乗じて捉えたベビー・グルートを弄ぶ。
オブロ
演 - ジョー・フリア、日本語吹替 - 堀総士郎
ラヴェジャーズのヨンドゥの部隊の一員で、赤い肌が特徴。ヨンドゥを支持していたメンバーの一人で、コントラクシアでは彼へ共に遊ぼうと誘っていた。
ナーブリク
演 - テレンス・ローズモア
ラヴェジャーズのヨンドゥの部隊の一員で、黒人と同様の外見が特徴。タルクが宇宙空間に放り出された際に、その様子を卑しく面白がっていた。
ハーフナット
演 - ジミー・ユーリーン、日本語吹替 - 烏丸祐一
ラヴェジャーズのヨンドゥの部隊の一員。ベアハートでミラノ号を包囲する際、木を這っていた蜘蛛を捕食していた。
ブラル
演 - ステファン・ブラックハート、日本語吹替 - 荒井勇樹
ラヴェジャーズのヨンドゥの部隊の一員で、傷だらけの顔つきが特徴。ベアハートでロケットを挑発した挙句に同士討ちしてしまう。
ギフ
演 - スティーヴ・エイジー、日本語吹替 - 田中英樹
ラヴェジャーズのヨンドゥの部隊の一員で、数字の計算ができない肥満の男。ロケットがテイザーフェイスを嘲ると、思い切り吹きだしていた。
クラグリン・オブフォンテリ
演 - ショーン・ガン、日本語吹替 - 土田大
ヨンドゥの側近であるラヴェジャーズの一員。ヨンドゥに忠誠を誓っていたものの、クイルへの贔屓に不満を持ち、テイザーフェイスらのクーデターに従って1度は袂を分かつ。しかしやがてテイザーフェイスのやり方に反感を抱き、ヨンドゥ側に寝返ることになる。その後は宇宙船の操縦担当としてガーディアンズの戦いに助力する。

#### ラヴェジャーズ本隊
スタカー・オゴルド
演 - シルヴェスター・スタローン、日本語吹替 - ささきいさお
ラヴェジャーズ全隊の伝説的リーダー。ヨンドゥにとっては奴隷から引き抜いてくれた恩人でもあるものの、ヨンドゥがエゴに加担し人身売買に手を染めたことで本隊から追放した過去がある。
スタローンは「ラヴェジャーズ」との名前を「アベンジャーズ」と混同してしまい、「ラヴェンジャーズ」と何度も言い間違えてしまっていた。
マルティネックス
演 - マイケル・ローゼンバウム（カメオ出演）、日本語吹替 - 椙本滋
ラヴェジャーズの本隊に属する、スタカーの右腕。
チャーリー27
演 - ヴィング・レイムス 、日本語吹替 - 藤井隼
初代ラヴェジャーズの一員で、現在では自らの部隊を持つ巨漢の木星人。
アリータ・オゴルド
演 - ミシェル・ヨー（カメオ出演）、日本語吹替 - きそひろこ
初代ラヴェジャーズの一員で、現在では自らの部隊を持つアルクトゥルス星人。　　　　
メインフレーム
声 - マイリー・サイラス
初代ラヴェジャーズの一員である、頭部だけのロボット。
クルーガー
赤い半魚人のような外見の宇宙人。

### コントラクシア
ロボット娼婦
演 - シーラ・ラブ
コントラクシアのアイアン・ロータスで客をもてなす、黄色いボディのアンドロイド。
ハワード・ザ・ダック
声 - セス・グリーン（カメオ出演）、日本語吹替 - 伊丸岡篤
かつてノーウェアのタニリーア・ティヴァン/コレクターのショップにいた、アヒル型の頭部を持つ宇宙人。

### 地球
メレディス・クイル
演 - ローラ・ハドック、日本語吹替 - 宮島依里
クイルの母親（故人）。冒頭と終盤の回想シーンにて、病魔に侵される前の頭髪のある健康体で登場。彼女の死因である脳腫瘍は、エゴによって引き起こされたことが分かる。
デビッド・ハッセルホフ
演 - デビッド・ハッセルホフ（本人役）、日本語吹替 - ささきいさお
父の存在を知らなかったクイルが理想の父親として掲げていた地球の歌手。クイルは『ナイトライダー』でマイケル・ナイトを演じていた頃の雑誌の切り抜きを持ち歩いていた。
クイルの祖父
演 - グレッグ・ヘンリー
ピーター・クイルの祖父で、現在もミズーリ州で元気に存命している。地球でエゴの一部が膨れ上がる場面に登場し、車で避難する。

### カメオ出演
宇宙飛行士
演 - スタン・リー、日本語吹替 - 高桑満
本編中盤とエンドクレジット後に登場する、老宇宙飛行士。
グランドマスター
演 - ジェフ・ゴールドブラム
辺境の惑星「サカール」の独裁者にして、前作でオーブを手に入れようとしたティヴァン/コレクターの兄弟。

## 設定・用語

### ツール・ビークル・植物

#### ガーディアンズのツール・ビークル
スター・ロードのツール
本作でクイルは、“スター・ロードのヘルメット”、“クアッドブラスター”、“インターディメンショナル・トラッカー”を駆使する。

ゴッドスレイヤー
ガモーラの愛剣。
ドラックスの短剣
ドラックスが愛用する2本のナイフ。
ロケットの武器
本作でロケットは、“レーザーキャノン”、“イオン・キャノン”、“ヘビーマシンガン”、“ステッカーディスク”、“ダーツ・ランチャー”、“ビーズ”など、多数の武器を駆使する。

Zune
地球で販売されていたマイクロソフト社製の携帯音楽プレイヤー。
エアロ・リグ
ロケットによって新開発された、ボディアーマー型のジェットパック。ガモーラは「ジェット・ロケット」と呼称する。
ホログラフィック・スペーススーツ
ロケットによって新開発された、簡易的宇宙服。
アニュラックス電池時限爆弾
クライマックスでロケットがエゴを倒すために、あり合わせの部品で作り上げた時限爆弾。
ミラノ号
クイルがMシップの1機を自身専用にアナログ改造したガーディアンズの宇宙船。本作において大破し、その後ロケットによって修理作業が行われるが、完遂されずに終わる。

#### その他のツール・植物
ヤカの矢
ヨンドゥが愛用する一本の矢。ヨンドゥの死後、クイルによってクラグリンへ受け継がれる。
ヤロの根
食料として宇宙で幅広く使われる、地球外の植物。
天人の種
エゴが幾多の星々の大地に植えてきた、エゴの分身である種子。

### テクノロジー・その他のビークル
ナノボット・ウェルダー
ロケットがミラノ号の修理に使用した、高性能ナノマシン照射装置。
フィン
ヨンドゥの頭頂部に埋め込まれている、ヤカの矢のコントローラー。
アニュラックス電池
ソヴリンのエネルギー源となる大容量電池。
バース・ポッド
ソヴリン人が同族を生み出すために用いる、出産・保育装置。
Mシップ
ラヴェジャーズのヨンドゥの部隊が複数保有・運用する宇宙船。本作では、ネビュラが使用する。
エクレクター号
ラヴェジャーズのヨンドゥの部隊の旗艦である、巨大宇宙船。
クオドラント3
エクレクター号の後部ブロックである宇宙船で、運用する際には内部のレバー操作で本船であるエクレクター号から分離させる。
レーザー・ドリル
ヨンドゥが昔盗んだ小型宇宙船で、ラヴェジャーズのシンボルがペイントされた黄色い曲線状の機体が特徴。
オムニクラフト
ソヴリン人が多数保有する、遠隔操縦式の小型宇宙船。
エゴの宇宙船
エゴが運用する小型宇宙船。

### 種族
ソヴリン人
ソヴリンに住む金髪と金色の肌及び瞳を持つヒューマノイド型種族。アイーシャがクイルやロケットから受けた言動を侮辱と見なし、アニュラックス電池を奪ったことでガーディアンズへの報復を決意して、執拗に追い続ける。
天界人 / セレスティアル
宇宙の起源と同時に生まれたと噂される、謎の古代種族。本作ではエゴとクイルの親子がこの種族として登場。

### 生物
オルローニ
爬虫類のような姿をした小動物。本作でも、ソヴリンの発電所からエクレクター号の船内まで、至る所に登場する。
アビリスク
異次元を飛び回り、アニュラックス電池のエネルギーを食らう宇宙怪獣。冒頭でアニュラックス電池を狙ってソヴリンに降り立ち、ガーディアンズと対戦する。

### 宇宙海賊・登場惑星・施設

#### ラヴェジャーズ
概要
銀河にその名を馳せる大規模な宇宙海賊で、スタカー率いる本隊を筆頭に100以上の部隊を擁しており、本作では数々の詳細が描写される。
本隊
スタカーに率いられ、マルティネックスたちが属する本部隊。
ヨンドゥの部隊
エクレクター号を旗艦とするヨンドゥ率いる部隊。
チャーリー27の部隊
チャーリー27が率いる部隊。
アリータの部隊
アリータが率いる部隊。

#### 登場惑星・施設
テラ / 地球
クイルの故郷である、辺境の惑星。
セントチャールズ
アメリカ合衆国のミズーリ州に位置するクイルと彼の親族の故郷にして、エゴがメレディスと出会った地。エゴがこの州の森林に分身を植えたため、クライマックスでは分身の膨張により多大な被害を被る。
ソヴリン
銀河座標“M49 5I0L339P21 + H9 LNI31”に位置する、人工惑星。
ベアハート
銀河座標“M20 22A4834126 + 306CA12”に位置する、地球のものに酷似した森林が広がる惑星。
コントラクシア
銀河座標“M15 5127512731 + X1955KX”に位置する、地表の多くが水に覆われた極寒の惑星。
アイアン・ロータス
コントラクシアの町中にある酒場。
エゴの星
銀河座標“G52 22C848T12F + E16UC22”に位置する、星図にも載っておらず正式な名もない、地球の月ほどのサイズである辺境の赤い惑星。

## 製作

### 発展
2014年5月、ディズニー社CEOのボブ・アイガーは、第1作『ガーディアンズ・オブ・ギャラクシー』について、「フランチャイズする強い可能性」("strong franchise potential") があると述べた。アイガーは終着点について、「第2のアベンジャーズ」("another Avengers") を作ることだと付け加えた。1作目の監督と共同脚本を担当したジェームズ・ガンは、続編を製作したいと述べ、自身の契約で、要求があれば製作に戻る義務が課せられていることを明かした。翌月、製作のケヴィン・ファイギは、「場所[=フランチャイズ]を提供でき、どこに行きたいかという方向性も持っている」と述べ、登場人物や世界観、原作コミックの筋書きから、幅広く取り入れて方向性を作ったことを明かした。2014年7月、第1作の共同脚本を担当したニコール・パールマンが続編製作を認め、これは第1作がディズニー社内で好評を得たことから「たまたま決まった」("going to happen") もので、ガンが次作でも脚本・監督を務めるとした。直後のサンディエゴ・コミコン・インターナショナルでは、第2作の公開日が2017年7月28日に決まったと発表された。
ガンは1ヶ月以内に次作に向けた準備を始め、コミックスから少なくとも1人のガーディアンが新たに登場するだろうと述べた。10月にはガンから、第1作に登場した5人のガーディアン全員が、その他の脇役共々再登場することが明かされ、さらに公開日は2017年5月5日に前倒しされた。その後数ヶ月して、マイケル・ルーカーが次作でもヨンドゥ・ウドンタ役で続投することを明かし、キャラクターの造型を更に探求できるのが楽しみだと述べた。ピーター・クイル / スター・ロードを演じていたクリス・プラットも、自身の次回作のひとつに、このシリーズの続編が含まれていることを認めた。ロケット役の続投について尋ねられたブラッドリー・クーパーは、自身の興味と興奮を明かした。ヴィン・ディーゼルもグルートの声で続投することを認めた。2015年3月にガンは、第1作から「クルーを大幅変更」("major crew changes") した上でジョージア州アトランタで撮影が行われること、また弟でクラグリン役を演じたショーン・ガンと、ネビュラ役を演じたカレン・ギランの続投を明らかにした。ガンは自身とマーベルの関係性について、会社は「自由に自分の仕事をさせてくれるし、こちらも相手の草案や企画には真剣に耳を傾ける。ある人物を登場させたり、ある要素をプロットに入れるよう言われたことは1度も無い。信用してくれたら適当な場所をくれるんだ。[中略]彼らのことが大好きで、彼らと働くのが楽しい。いい結婚のように息ぴったりだね」と述べている。
5月、ガンは続編の登場人物は第1作より少なくなると述べ、また脚本にマンティスとアダム・ウォーロックを登場させるつもりだとした。ガンがマンティス役に思い描いていた俳優との交渉が始まり、その後映画が「せわしなくなり過ぎる」("getting too busy") ことから、ガンはウォーロックの登場を取り止めた上で、「『ガーディアンズ・オブ・ギャラクシー』で大事なことのひとつは、キャラクターの枝葉を加えないこと、話を大きくしないでキャラクターの深部に迫ること……[中略]そして彼らをより感情的に知ること……[中略]自分にとってスーパーヒーロー・コミック原作の映画は、全てが無秩序で正気でないように思えるんです」と説明した:a。加えてガンは、「彼[アダム・ウォーロック]と共にやった版が大好きだ。アダム・ウォーロックを入れて、本当に創造的でユニークなものを作れたと思っている。それでもたった1人であれ多過ぎで、マンティスを失いたくはなかったし、どうやってもマンティスの方が、より自然に映画の一部分になっていた」と述べた。彼はウォーロックが将来的にシリーズ作品に登場する可能性は認め、マーベル・シネマティック・ユニバースのコズミック・サイドで「とても重要な立場」("a pretty important part") を占めるとの見通しを示した。将来的な登場については、完成した第2作のミッド・クレジットでも仄めかされた。ウォーロックの存在を仄めかしたことについてガンは、マーベル側からファンが『アベンジャーズ/インフィニティ・ウォー』ならびにその続編でのウォーロック登場を待ち望んでいるようだと伝えられ、このシーンやガン自身のSNSを通じて、ウォーロックはこの2作に登場しないことを明確に伝えるためだったのだと述べている。

#### 脚本執筆
続編製作の一報が伝えられた後、ガンは「自分が[続編で]どこに行きたいのか多くを」("a lot of where I want to go [in the sequel]") 知っていると述べ、第1作の製作中に、次回作以降で造型を深めるつもりで、クイルとその父親の生い立ち、またクイルとヨンドゥとの歴史を書いていたとした。ガンは続編について第1作とは異なる構成にしたがったが、この理由について「みんなが『ガーディアンズ』を好きになった理由のひとつは、映画が新鮮で違ったものだったからで、第2作も前作より新鮮で違ったものになるだろう」と述べた。ガンは脚本執筆前に、ドラックス、ネビュラ、クラグリン、コレクターについて深く掘り下げたいとし、更にザンダー人、クリー、クリロア人、ラヴェジャーズの文化について話を広げたいともした。彼は続編で女性キャラクターをもっと登場させたいとしたが、ノヴァ軍のリチャード・ライダーやサム・アレグザンダー、キャロル・ダンバースなど「地球人」("earthlings") の登場を取り止め、その理由について「クイルが唯一の地球人であることが重要だと思っているので、今すぐノヴァを登場させたくない。少数のノヴァファンだけでなく、映画を観に行く観客全員にとってためになると思う」と述べている。
製作を務めたファイギはクイルの父親探しが「確実にガーディアンズの次の冒険の一部分になるだろう」と述べ、「第1作の終盤に種を蒔いておいたので、そうする理由があるはずだ」と付け加えた。ガンは、ヨンドゥとクイルやその父との関係について、「ヨンドゥの存在に意味がある」("Yondu's place in everything made sense") のを確かにしたいと述べたほか、クイルの父親はコミック通りのジェイソンではないとした。ガンはマーベル側がエゴの登場よりもベイビー・グルート登場の方に乗り気なのか確信が持てなかったが、その理由として「大人のグルートは第1作で1番人気だったキャラクターで、[マーベルが前作の]良い点を危険に晒したがるとは思えなかった」ことを挙げた。しかしながら、グルートの設定を変化させることで、ガンは「映画の流れが良くなった」(it "opened the film up") のを感じ、「他の登場人物の新たな一面」("new aspects of our other characters") を引き出せるようにもなったとした。サノスの登場についてガンは、「自分たちの物語を助けてくれるなら[登場するだろうし]、そうでなければ一切登場しないだろう。サノスは『ガーディアンズ2』ではとても重要というわけでない、これは確かなことだ。[第2作には]ガーディアンズ自身と彼らが向き合う新たな脅威があって、その脅威はサノスではない」とした。後にファイギはサノスが登場しないことを認め、「より壮大な」("grander") 復活のために取っておかれたのだとした。マーベル・シネマティック・ユニバースのフェイズ3に属する他の映画と今作はどのくらい関係しているのか問われたガンは、「[フェイズ3の映画に]借りがある気は全く無い。[第2作は]本当にガーディアンズと彼らが何をしているかという話だけだと思っている」と述べた。
ガンは第2作の設定を前作の2〜3ヶ月後に設定したが、これは「グループを脆いエゴの塊だと感じていて、数年後を舞台にしてこの物語を始められるとは思わなかったため」だと明かした。第2作では、ソヴリンやベアハート、コントラクシアなど主要な惑星が登場する。ファイギは他にも2、3の世界が登場するとし、「地球も少しだけこの映画に登場するが、登場人物たちが地球に行くということではない」とした。2014年12月、ガンは第2作の脚本を執筆中だと発表し、「常に変わり続けているが、とても強固な[内容の脚本]だと感じている。とてもわくわくする」と述べた。2015年2月初めまでに、ガンはマーベルへ映画のフル・ストーリーを提出する〆切が数週間後に迫っていることを明かし、最初に続編のアイデアを示した際、マーベル側に「リスキー」("risky") だと判断されたと述べた。また、第2作はコミックに「全く基づいていない」("not really based on anything") 完全なオリジナルストーリーが主軸だとした。ガンは後に一連の場面構成を「スクリプトメント」("scriptment") と呼び、「脚本と場面構成が一緒になった70ページのもので、映画の全てのリズムがここに詰まっている」と述べた:b。4月までに、彼は脚本を書き始める準備を行い、2015年6月に『サラリーマン・バトル・ロワイアル』の製作に取り掛かる前に脚本を完成させたいとの見通しを明かした。

### プリ・プロダクション

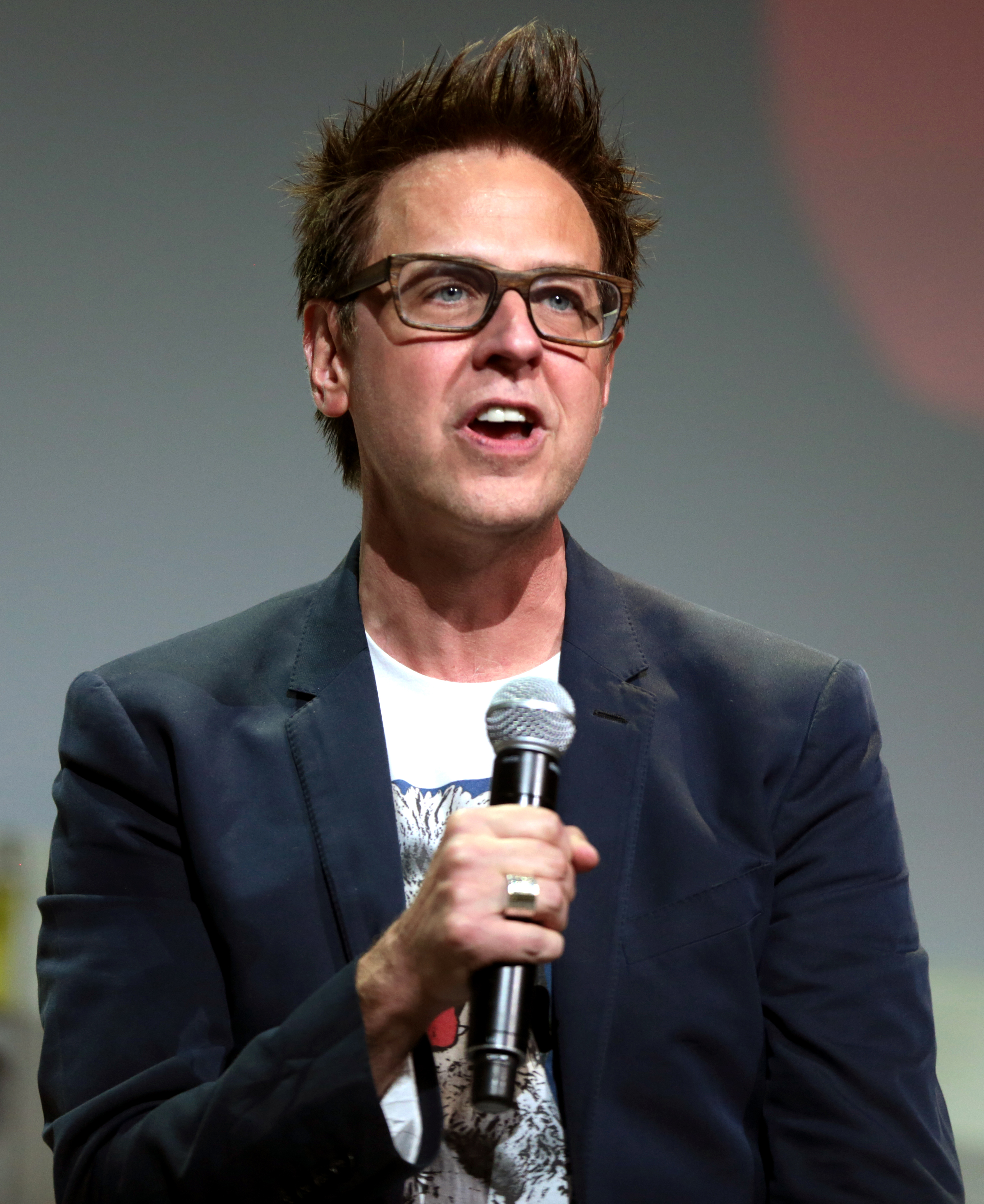
2016年のサンディエゴ・コミコンで、この作品を宣伝するジェームズ・ガン

2015年6月2日、ガンは自身のソーシャルメディアで脚本の第1稿を書き上げたことを発表し、映画のタイトルは単に『ガーディアンズ・オブ・ザ・ギャラクシー2』"Guardians of the Galaxy 2" にはならないだろうと述べた。同じ週にはガンから、ゾーイ・サルダナ、デイヴ・バウティスタ、ブラッドリー・クーパーがそれぞれガモーラ、ドラックス、ロケット役で再登場することが発表された。6月終わり頃、ガンは正式タイトルが "Guardians of the Galaxy Vol. 2" に決まったと発表し、「Vol.2 のために沢山の題名を考えた。それでもそもそも『ガーディアンズ・オブ・ザ・ギャラクシー』自体の語数が多いので、この後ろに単語を塊にしてくっつけるのは変な感じがした。"Vol.2" が1番好きで、脚本の表紙にもそう書いたのだけど——幸運なことに、[マーベル]もこれを気に入ってくれた」と述べた。
2015年9月、ガンはFacebookへの投稿で、第2作のバックグラウンド・キャラクターとして、1964年にマーベル・コミックに初登場した種族・スニーパー (en) を使いたかったが、マーベル法務部から、アイスランド語でクリトリスを意味する単語「snípur」に似ており難色を示されたことを明かした。マーベルの法務部は、後に映画内のスニーパーへの言及を削除したが、ある程度はガンのこの投稿が報道されたためでもあった。この月の終わり頃、ファイギは2015年末より前にキャスティング発表ができる見込みだと述べ、10月終わりまでにポム・クレメンティエフがマンティス役に決まった。また、マシュー・マコノヒーが、2017年の映画『ダークタワー』に出演するため、作中の「悪役」("the villain") を拒否したと報じられた。マコノヒーはインタビューで、「第1作が成功したので、[第2作では]今や別のビッグネーム俳優を呼んで派手なシーンを作る余地もある」と述べた。12月に入って、ガンはノヴァ軍のローマン・デイを演じたジョン・C・ライリーと続投で合意したと明かし、またカート・ラッセルがクイルの父親役で登場すると発表した。2016年1月にデヴィッド・ボウイが亡くなった後、ガンはボウイがヨンドゥのオリジナル・クルーの一員として登場することへの議論が行われていたと述べた。2016年1月、ガンから脚本の最終稿が完成したと発表された。第1作でコレクターを演じたベニチオ・デル・トロは、キャラクターの再演を望みつつも、マーベルから続編の契約を貰えずに終わった。これについてガンは、コレクターが「単に[第2作に]合わなかった」("just didn't fit") のだとした。2月初め、コメディアンのスティーヴ・エジーが出演することが分かった。
小道具担当のラッセル・ボビット (Russell Bobbitt) は、第1作で使われたカセットデッキを見つけるのに苦労を強いられ、更に第2作のために探し出してきたソニーのウォークマンのヘッドセットはいずれも壊れてしまっていた。ソニーにも撮影に使えるヘッドセットの在庫は無く、ボビットがeBayで1,800ドルをかけて入手した3セットは、いずれもモデルが合わなかった。ボビットは結局、部品をかき集めて6個のヘッドセットを製作した。彼は他にも、取り外しできるカートリッジ付きのスター・ロードのブラスターを2組、ラヴェジャーズ用の「スチームパンク的な見た目の武器やベルト」("steampunk-looking weapons and belts") も製作した。ボビットはラヴェジャーズのために4種の武器をデザインし、ひとつの武器に対して15〜20パターンを作って演じる俳優たちに持たせたと述べた（1シーン辺り最大85〜95人のラヴェジャーズが登場する可能性がある）。ラヴェジャーズのベルトは、既製品のベルトではなく、小道具チームが革を切り出して作ったもので、更に「独特の芸術作品」("a unique piece of art") にするため、ラジオや携帯電話などの電子機器が糊付けされ、ひとつひとつ違う出来映えとなった。小道具チームはシーンのために食用の小物も製作した。例えばカメムシ風の虫を象った小物はブラック・ハニーが注入されたチョコレート製で、「噛み砕けば口中に蜂蜜が広がる」("when he bit down the honey poured out of his mouth") ようになっており、「ヤロウの根」("yarrow root") は花粉の拡大写真を元にデザインされ、乳製品無添加のホワイトチョコレートで作られた。

### 撮影
プリ・シューティングは2016年2月11日に、ジョージア州ファイエット郡のパインウッド・アトランタ・スタジオで始まった。偽のタイトルとして『レベル・アップ』"Level Up" の仮題が用いられ、ヘンリー・ブレアムが撮影監督、スコット・チェンバリス (Scott Chambliss) がプロダクションデザイナーを務めた。ガンは、撮影監督のベン・デイヴィスやプロダクションデザイナーのチャールズ・ウッド (Charles Wood) など第1作に尽力したクルーの多くが、2016年公開の『ドクター・ストレンジ』製作に向けて契約してしまったことに加え、この映画の製作スケジュールが延期されたことで、第2作の撮影に参加できなかったと明かしている。
主要撮影は同年2月17日に始まり、マーベルはこれに合わせてカート・ラッセルの参加を認め、更にエリザベス・デビッキとクリス・サリヴァンの出演も発表した（3人の役名は公表されなかった）。第2作はパインウッド・アトランタの全18ステージを使用して撮影され、第1作よりもステージが1つ増設される形になった。ガンは続編には前作よりも多くのセットが必要だとし、「映画の多くをCGIで作っているのに、僕らのセットはとても大きい。CGI要素とバランスを取るために、実際のセットを出来るだけ多く用意して、出来る限り現実の空間を作りたい」と述べた。セットは多くなったが、ガンは続編に登場するロケーションは前作より少なく、代わりに登場する場所をより具体的に描くことにしたと述べた。第2作のために建てられたセットは、ソヴリンの惑星用に複数（チェンバリスは「1930年代のアール・デコ風美的感覚に1950年代のパルプフィクションをいくつか」("1950s pulp fiction variation on 1930s art deco design aesthetic") 使用した）、作中登場したラヴェジャーズの母艦「エクレクター」（the "Eclector"、船内を360度見渡せたり、セクションを動かして違う区画を撮影できるように複数のセクションに分けて建設された）、「快楽の惑星」("pleasure planet") コントラクシアの酒場兼娼館「アイアン・ロータス」(the Iron Lotus) などであった。チェンバリスはアイアン・ロータスについて、「古い宇宙船が打ち捨てられ、もう使われない工業製品が沢山放っておかれているガラクタ置き場」から寄せ集めて作られたような雰囲気を求め、「ある種独創的なネオンジャングルで、氷と雪に覆われている」ような造型を作り上げた。他の宇宙船の内装も組み立てられたが、これは俳優たちがブルーバック撮影する分量を減らすためであった。またここでいう宇宙船の中には、第1作用に作られてロンドンで保管されていたクイルの宇宙船のコックピットも含まれている（第2作撮影のためアトランタに移された）。
第2作は、8K解像度カメラのレッド・ウェポン8K (Red Weapon 8K) で撮影された初の映画となった。ブレアムはマーベルの他作品でも使われた実績のあるAlexa 65は使いたがらず、その理由として「とても大きくて重いカメラ」("very big and heavy camera") だったことを挙げた。ブレアムはAlexa 65と同等の映像が撮影できるカメラを追求し、複数の機種をテストした。その後ブレアムは、『ターザン:REBORN』で好感触を得ていたレッド社の社員と会い、ウェポン8Kの初期プロトタイプを提示された。ブレアムとガン、マーベルは、まだ1機のプロトタイプしかなかった状況でありながら、2015年9月にこのカメラを使うことを決め、3ヶ月をかけてレッド社側と撮影に向けた話し合いを重ねた。ロケットとヨンドゥがラヴェジャーズの攻撃から逃走するシークエンスのために、1分間に2,000フレームまで撮影できるハイスピードカメラ・ファントム・カメラが用いられ、1回でスローモーションからハイスピードまで自由自在に変えられる素材が撮影できるようになった。このカメラを用いた撮影は、1カットごと慎重に準備され、また振付も行われた。追加シーンはIMAXとそれに合わせたアスペクト比でも撮影された。ブレアムは映画のほぼ85%を、自身が開発に貢献したスタビライザー・Stabileyeを用いて撮影したが、彼はこの「手持ちドリー」("a handheld dolly")について「カメラの動線の自発性が群を抜いていて、この映画にぴったりだった」 と述べた:a。宇宙船のコックピットを撮影するために、ブレアムは実際のセットをビデオパネルやその他の光源でぐるりと囲み、船外の環境がどうであれ、現実的な照明が当てられるように工夫した。宇宙船の外装はテクノクレーンに取り付けられたカメラで撮影されたが、コックピット内の映像は全て「とても小さくて俳優の隣にも入り込める」Stabileyeを用いて撮影された:b。
2016年4月、ガンはノヴァ軍のローマン・デイを演じたライリーが続編に登場しないと発表し、20世紀フォックスがアニヒラスや征服者カーンなど「自分が共演させたいと願っている恐ろしい悪役やマイナーキャラ[の権利]を沢山保有しているので」、権利関係で登場させられないキャラクターが数多くいることを明かした。またガンは、第1作でノヴァ軍最高位のイラニ・ラエルを演じたグレン・クローズの再登場についても検討していた:4。スタン・リーのカメオ出演シーンを撮影する際、リーの移動を少なくするため、『ドクター・ストレンジ』用のシーンも含め、ガンは2つのシーンを余計に撮影した。第2作の追加撮影はジョージア州カータースヴィル、オレゴン州ポートランドの北にある州立公園、ミズーリ州セントチャールズで行われた。パインウッド・アトランタにある複数の防音スタジオが『スパイダーマン:ホームカミング』（2017年7月公開）のプリ・プロダクションに使われるようになってからは、ジョージア・インターナショナル・コンベンション・センターが追加の防音スタジオとして使われるようになった。主要撮影は2016年6月16日に終了した。

### ポスト・プロダクション

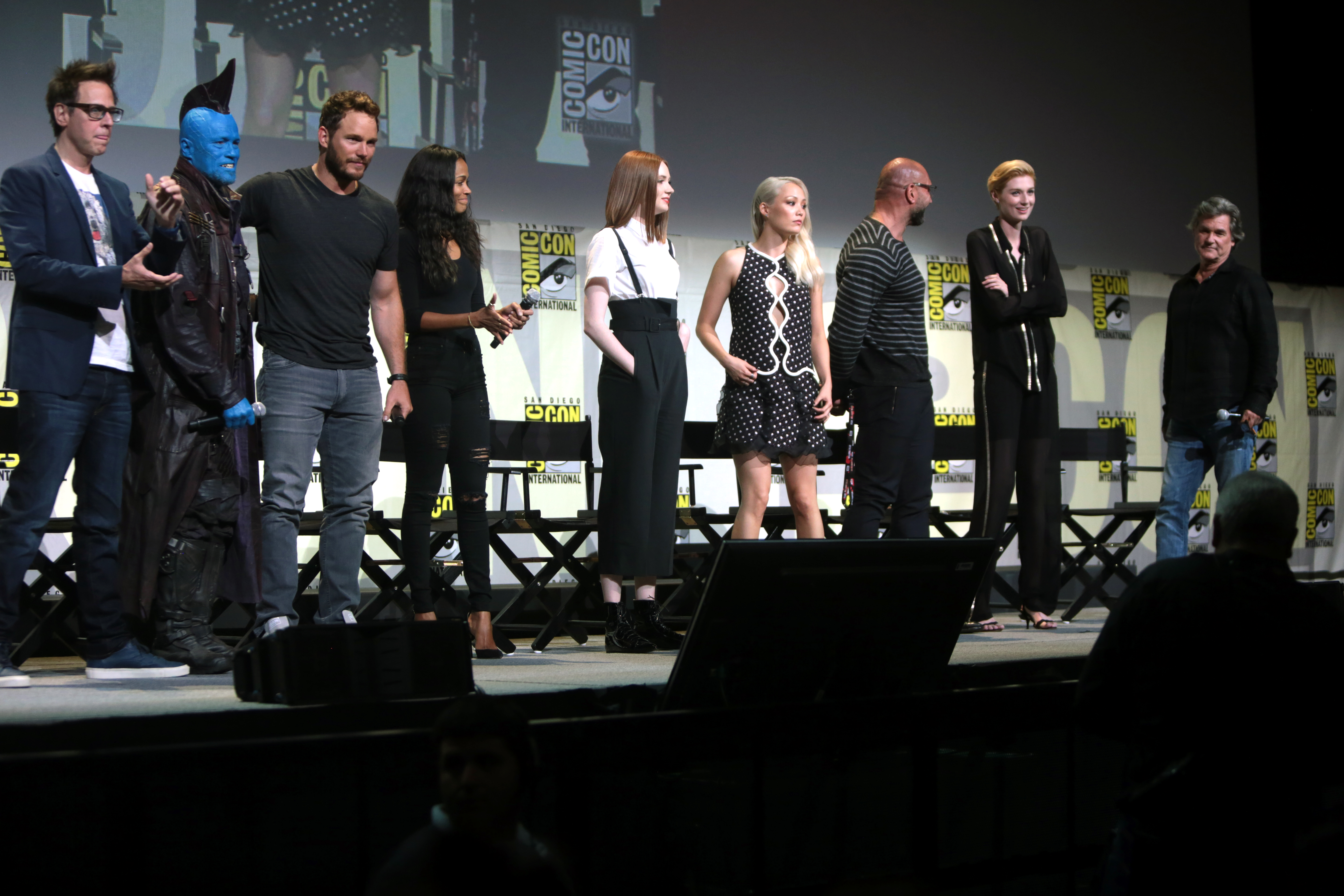
2016年のサンディエゴ・コミコンに参加したキャスト陣。左から監督・脚本のガン、ルーカー、プラット、サルダナ、ギラン、クレメンティーフ、バウティスタ、デビッキ、ラッセル

2016年のサンディエゴ・コミコンにて、ラッセルとデビッキはそれぞれ、クイルの父エゴとアイーシャを演じることが明らかになった。シルヴェスター・スタローンの出演も発表され、彼の役はスタカー・オゴルドであることが分かった。ガンはラヴェジャーズを演じる俳優を複数紹介し、今作ではラヴェジャーズがより大きな存在になると述べた。ラッセルがクイルの父・エゴだと発表する際、ガンは「みんなが次第に正解に近付いていたので[中略]自分で手綱を引いた方がいいだろうと」感じたという。ガンはまた、この発表で観客の注目点が、誰がクイルの父を演じるのかという疑問から「登場人物同士の物語や関係性」("the story and the relationship that these characters have") に移るだろうとも考えていた。2016年8月、ガンは作品にポスト・クレジット・シーンがあることを認め、その後ミッド・クレジット4つとポスト・クレジット1つの合わせて5シーンになると述べた。これに加え、ラヴェジャーズのジェフが船内で「致命的な傷を負って」見つかる6番目のシーンもガンは検討していたが、「少し分かりにくい結果に終わって」しまったという。
11月、ギランは映画の再撮影に参加していることを明かした。2月には、この映画でぴったり100回の試写会が行われ、マーベル映画史上最高の回数になることが報じられた。『ハリウッド・レポーター』では、マーベル独自の試写システムは、観客を「より厳選した集団から選抜し、『友人・家族試写会』と呼んでいる」ものなので、この数字はマーベル以外の映画と単純に比較はできないと追記した。2017年3月、ガンはマイケル・ローゼンバウムが出演することを発表した。またベイビー・グルートの踊りの参考資料として自身の動きが使われたと述べ、「[前作より]大がかりなやり方だった。グルートのダンス[の素材]を得るのに、今回は1日中踊り続けなくてはいけなかった。前回は自分がiPhoneの前に立っただけだったが、今回は大きな防音スタジオで踊って、5アングルから撮影した」と述べた。前作に参加した編集技師のフレッド・ラスキンとクレイグ・ウッドの続投も決まった。ガンはカットされたシーンの中で、第1作で声優としてカメオ出演していたネイサン・フィリオンがサイモン・ウィリアムズ役として登場し、ウィリアムズが出演してアーコンやトニー・スタークを演じた映画のポスターを眺めるシーンがあったと明かした。ガンはフィリオンのカメオ出演にウィリアムズ役を選んだことについて、フィリオンにマーベル・シネマティック・ユニバース (MCU) のどこかでもっと大きな役を演じてほしいと思っており、将来より大きな役を演じるチャンスを奪ったままにはしたくなかったためと述べた。ガンはカットされた後も、フィリオンをMCUのどこにカメオ出演させるか検討していたという。またイラニ・ラエル役を演じたクローズの登場シーンもカットされたことを認め、その理由について、「有機的に起きていることとは逆行して、ノヴァ・プライムを無理矢理第2作に詰め込もうとしていた」感じがしたためと述べた。

#### 視覚効果

エゴの星は「高度な幾何学的に」("highly geometric") なるようデザインされ、上記のアポロニウスのギャスケットなどフラクタル図形が多用された。

作品の視覚効果は、フレームストア、WETAデジタル、トリクスター (Trixter)、Method Studios、アニマル・ロジック、スキャンラインVFX、ロラVFX (Lola VFX)、ルマ (Luma)、カンティーナ・クリエイティヴ (Cantina Creative) の各社が担当した。事前映像化はザ・サード・フロアー (The Third Floor) が担当した。フレームストアは620ショット、WETAデジタルは530ショット、Method Studiosは500以上、アニマル・ロジックは147ショットを製作した。フレームストアは前作に引き続きロケットとグルートを担当し、ロケットの映像製作にはMethod Studios、WETAデジタル、トリクスターの各社も参加した。フレームストアは、第2作に向けてロケットの映像を「徹底的に」("from the ground up") 作り直し、毛皮の動きをアップデートしたり、顔の形や音素を新しくしたほか、『ファンタスティック・ビーストと魔法使いの旅』（2016年）でナーラック (Gnarlack) のために作られたものを元に、眼のパーツが新しく作り直された。トリクスターはロケットがラヴェジャーズの罠にかかるシーンのほか、ロケット・ヨンドゥ・クラグリンがエゴの星へ向けてジャンプを繰り返すシーンを追加で担当した。フレームストアはクリーチャーや宇宙船も担当したほか、アイーシャのねぐら、宇宙戦、ラヴェジャーズの母艦エクレクターのシーン、ポスト・クレジットに登場した思春期のグルートなどを製作した。
フレームストアは映画のオープニング・シークエンスも担当した。シングル・ショットのように見えながら、実際には11の異なるVFXが組み合わさって出来ている。ガンはこのシークエンスで、ベイビー・グルートの踊りの参考映像に協力した。フレームストアのアニメーション・スーパーバイザー、アースランド・エルヴァー (Arsland Elver) は、オープニングシークエンスの大半がCGIやデジタル・ダブルで作られており、実際に撮影されたのはクイルがベイビー・グルートの近くに落ちるシーン、ガモーラがベイビー・グルートと話すシーン、ドラックスがベイビー・グルートの後ろに転がるシーンの3つのみだと明かした。第1作同様に、サロフスキー (Sarofsky) がオープニングのタイポグラフィを製作し、調和のために前作と同じスタイルを用い、「今回は色あせた金色と鮮やかなブルー・ネオン」("this time in rusty gold and glowing blue neon") で彩った。エグゼクティヴ・クリエイティヴ・ディレクターのエリン・サロフスキー (Erin Sarofsky) は、フレームストアによって洗練されたシークエンスにクレジットを配置することの難しさを語った。サロフスキーは「少数のキャラクターががスクリーンにホログラム投影されて静止している」("a little hovering character that projected a hologram up on the screen") ものなど、複数のクレジット映像を製作したが、ガンはシークエンスにその他のキャラクターを登場させたがらなかった。このため、代わりによりシンプルな2D版が採用されることになった。サロフスキーはエンド・クレジットも担当し、会社初の試みとして、アルバムをスキャンして年月が経った質感や擦り傷のデータを取ることで、エクセプショナル・マインズ社が実際に製作したクレジットと、古いミュージック・アルバムに触発されたデザインを融合させることに成功した。

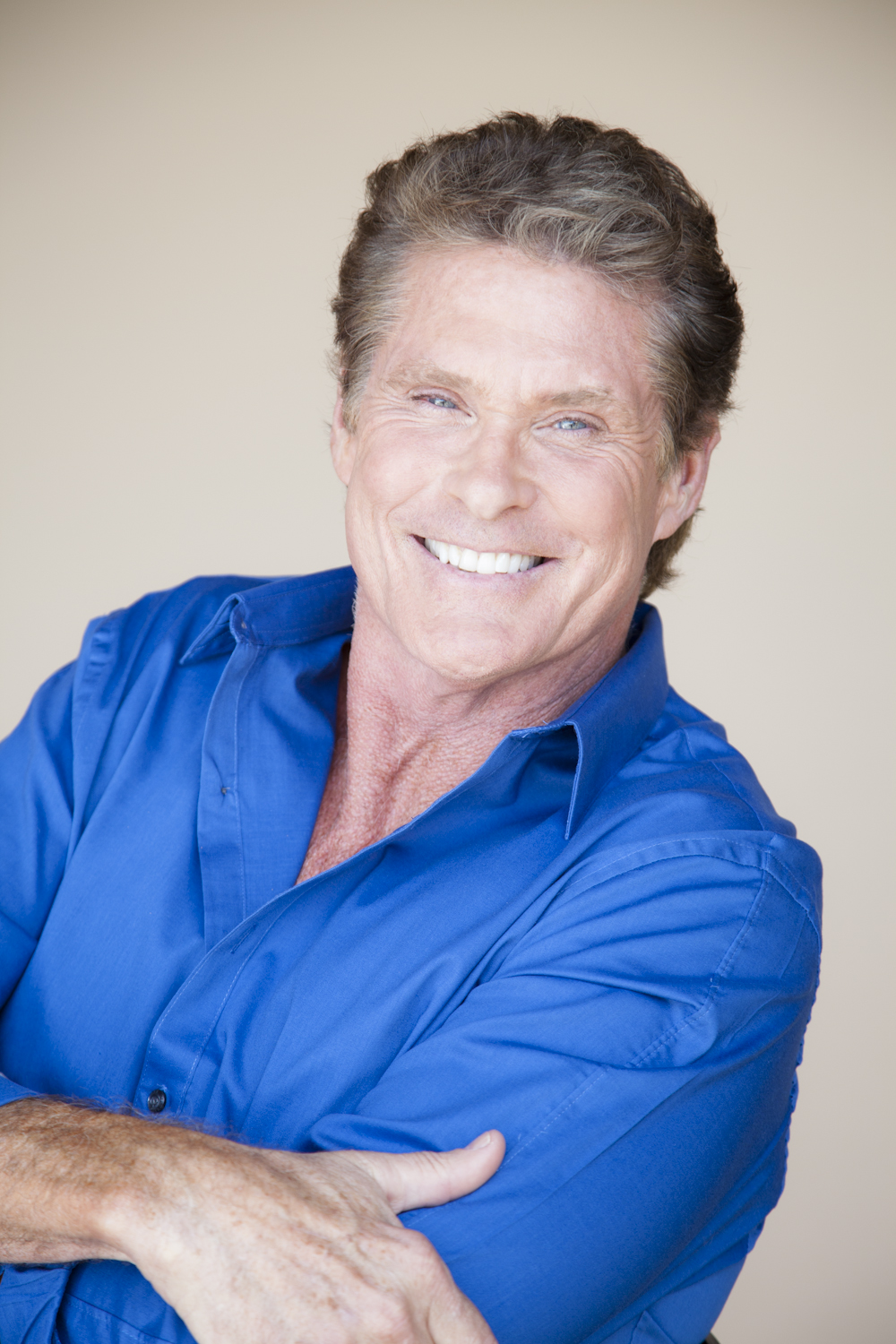
WETAデジタルはエゴがデビッド・ハッセルホフに化けるシーンを担当し、彼のデジタル・ダブルを作成した。

ラヴェジャーズの母艦「エクレクター」の破壊シーンは、WETAデジタルが担当した。WETAデジタルは他にも、エゴがクイルと戦うシーンも担当し、製作した多くのショットでラッセルのデジタル・ダブルを利用した。またWETAは、エゴがデビッド・ハッセルホフに化けるシーンでもデジタル・ダブルを作成した。WETAの視覚効果スーパーバイザーを務めたガイ・ウィリアムズ (Guy Williams) は次のように語っている。
WETAは追加でエゴの星の内装も手掛けたが、そのデザインは、ガンがエゴの住処を設計するため雇ったハル・テニー (Hal Tenny) が作成したフラクタルアートに触発されたものであった。ガンは「エゴの星には1兆以上の多角形がある」と述べ、これについて「今までで最大の視覚効果だ。これに近付くものはどこにもない」と述べた。
アニマル・ロジックとMethod Studiosはエゴの星も担当し、アニマル・ロジックはエゴの大広間、またMethod Studiosは星への到着シーンと、ベイビー・グルートとロケットがうろの中で繰り広げる「そのボタンじゃない」のシーンを担当した。アニマル・ロジックが担当したエゴの大広間も、フラクタルアートを基調に作成された。アニマル・ロジック・チームは当初、バックストーリー説明用のストーリー・ヴィネット作成のために雇われ、チームは油彩画を試した後落ちる砂に発展させ、最終的にはプラスチック製彫刻が使われることになった。Method Studiosは、ヨンドゥの葬儀に旧友たちが駆けつけるシーンも担当した。Method Studiosは涙を流すロケットを説得力ある映像にするために、アニメーション・スーパーバイザーのキース・ロバーツ (Keith Roberts) が演技をした社内映像を参考に、視線の動きや瞬きといった顔の細かな動き全体を学び、加えてセット内演技やサウンドブースでの音入れの際に撮影されたクーパーの映像を利用した。またクイルのミラノ号が不時着する惑星ベアハートのシーンも担当した。ロラVFXはMCUの過去作品での経験を活かし、ラッセルの若返りを担当したほか、ネビュラなど複数のキャラクターも担当した。若いエゴの映像を作るため、ロラVFXは『ユーズド・カー』（1980年）でのラッセルの演技を参考にした。また、ラッセルと同じ「大きくて幅のある顎、下顎、そして1番大事なのは笑った時の顔の線の動きや話す時のしわ」を追い求め、若手のアーロン・シュワルツをスタンドイン俳優として雇った。クイルの母メレディスを演じたローラ・ハドックも続投したが、年代設定に合わせて若干の若返り加工が行われた。ルマはソヴリンの人々や彼らの世界、更にアダム・ウォーロックの繭を担当した。

## 音楽
クイルの「最強ミックス Vol. 2」("Awesome Mix Vol. 2") 収録曲について、ガンは2014年8月までに「いくつかのアイデアが上がったが、どれも確かなものではない」("some ideas listed, but nothing for sure")と述べた。ガンは前作のサウンドトラックが好評を得たために「少しプレッシャーを」感じていたが、「第2作のサウンドトラックはもっと良くなると思う」とコメントした。ガンは2015年6月までに選曲を終えて脚本内に曲を組み込んだ上で、「最強ミックス Vol. 2」は第1弾より「多様に」("more diverse") なり、「本当に物凄く有名な曲と、誰も聞いたことのないような曲」("some really incredibly famous songs and then some songs that people have never heard") が入り混じると述べた。タイラー・ベイツは2015年8月までに、前作から続投して映画音楽を担当すると認めた。完成した作品に音楽を付けるのとは逆に、ベイツは第1作同様撮影に先立って数曲を書き下ろし、ガンはこの曲を用いながら撮影を行った。映画音楽スコアの収録は、2017年1月にアビー・ロード・スタジオで行われた。
「最強ミックス Vol.2」こと"Guardians of the Galaxy Vol. 2: Awesome Mix Volume 2" は、ベイツによるスコアを収録したサウンドトラックと合わせて、2017年4月21日に発売された。カセットテープ版の「最強ミックス Vol.2」は2017年6月23日に発売され、2017年8月11日には、「最強ミックス Vol.2」ならびにベイツのスコアをビニルLPにしたデラックス版も発売された。「最強ミックス Vol.2」は、日本では『ガーディアンズ・オブ・ギャラクシー：リミックス オーサム・ミックス VOL.2（オリジナル・サウンドトラック）』と銘打たれ、前作に登場した「最強ミックス Vol.1」（訳題は『オーサム・ミックス VOL.1』として発売）と共に、ユニバーサルミュージックから2017年5月12日に発売された。

## 封切り

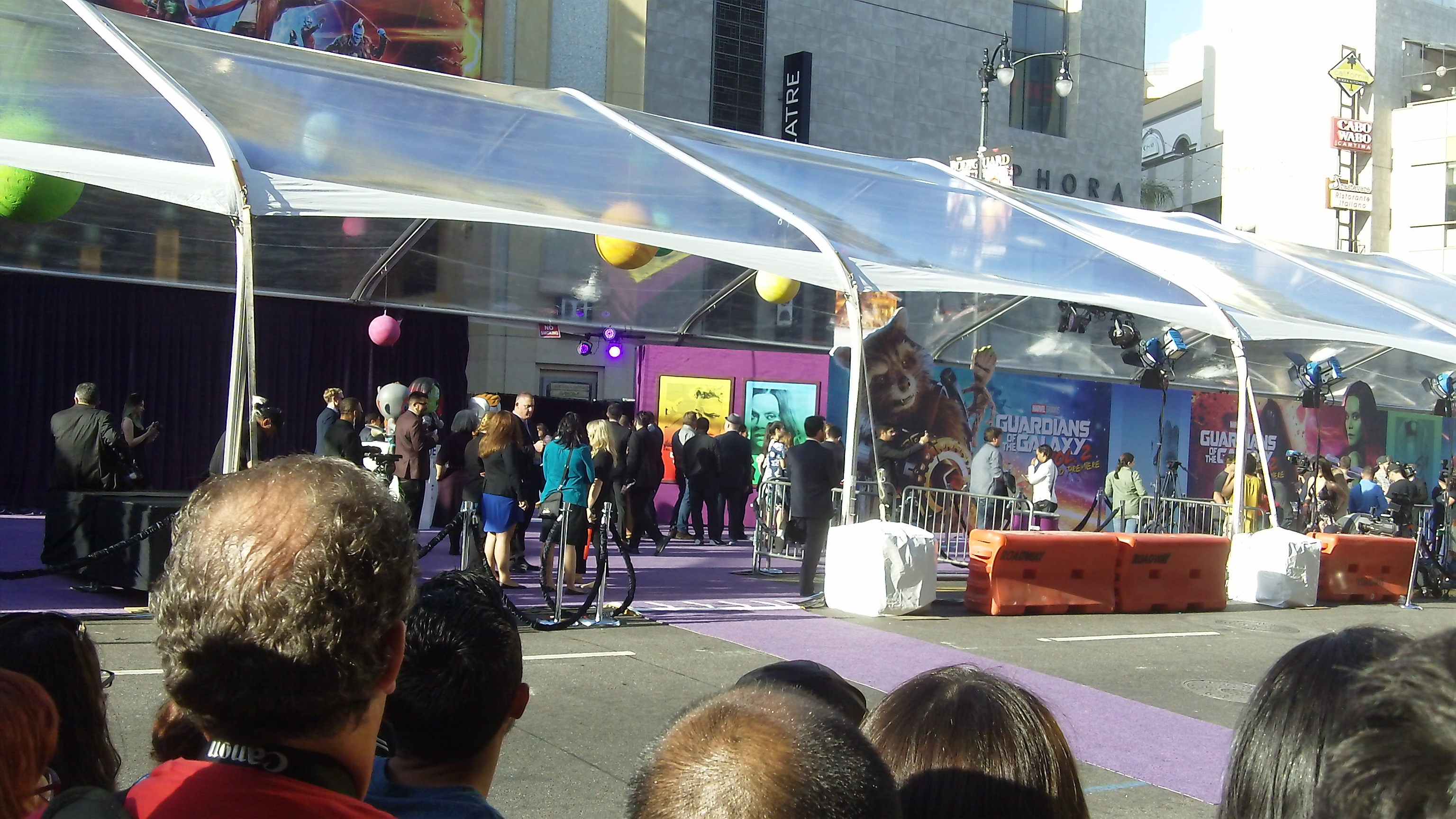
ハリウッド、ドルビー・シアターで行われたプレミア上映にて

第2作の公開日は元々2017年7月28日の予定だったが、この予定は大幅に前倒しされた。作品は2017年4月10日に東京でアジア・プレミアを迎え、これが世界初演となった。このイベントには、監督のジェームズ・ガン、クイル役のクリス・プラット、ガモーラ役のゾーイ・サルダナ、ドラックス役のデイヴ・バウティスタが出席し、加えて日本語版吹替を担当した山寺宏一（クイル役）、加藤浩次（ロケット役）、遠藤憲一（ベイビー・グルート役）、秋元才加（マンティス役）も参加した。MCU作品において主演キャストが来日してのジャパンプレミアは『アントマン』のポール・ラッド以来である。翌4月11日にはザ・リッツ・カールトン東京でアジア合同記者会見が行われ、出席したガン監督、プラット、サルダナ、バウティスタには、事前にSNSで募集した結果を基に、役名を漢字で刺繍したスカジャンが贈られた。4月12日には、ガンとプラットが六本木ヒルズで開催中だったマーベル展を訪問した。日本での公開は2017年5月12日となり、それに先立つ5月8日には、吹替キャスト（山寺・加藤・遠藤・秋元）が出席した特別上映会も開かれた。2016年12月には、日本語題名が『ガーディアンズ・オブ・ギャラクシー：リミックス』と発表されたが、前作の再編集版とも感じさせる訳題は賛否両論となり、ファンから陳情を受けたガンが「まだ間に合うのなら、タイトルをVol.2に戻すため出来る限りのことをします」とコメントするまでになった。また日本でのキャッチコピーは「銀河の運命は、彼らのノリに託された！」となり、合わせて主要登場人物それぞれにコピーを付けたポスター10種も製作された。
2017年4月19日には、ハリウッドのドルビー・シアターでワールド・プレミアが開かれ、アジア・プレミアに参加した4人に加え、グルート役のヴィン・ディーゼルやネビュラ役のカレン・ギランなど、主要キャストが勢揃いした。4月25日にはオーストラリア・ニュージーランド・イタリアで公開されて国際リリースが始まり、第1週末には37ヶ国で公開され、うち35ヶ国の176スクリーンでIMAX上映された。北米公開は同年5月5日で、この日公開された4,347劇場のうち3,800以上が3D公開で、388劇場はIMAXとIMAX 3Dを備え、588劇場はプレミアム・ラージ・フォーマット、194劇場はD-BOX付きだった。中国では、400のIMAXシアターで公開され、この数字は国内史上最高となった。2017年5月4日、アメリカ合衆国の550劇場でRealDによる『ガーディアンズ・オブ・ギャラクシー』2作連続上映イベントが開かれ、翌日公開の第2作についてプレビュー上映が行われた。このイベントに参加したゲストには、限定のミニポスターと、コレクター向けスーベニアボタンのセットが配られた。

### マーケティング
2016年6月、マーベルは続編に向けて拡大したマーチャンダイズ計画を発表し、グルートが中心的役割を担うことが分かった。ガンは、このマーチャンダイズで、第1作よりも女性キャラクターのプレゼンスが上がることを確約した。ディズニー・コンシュマー・プロダクツで、ライセンス関係のシニア・バイス・プレジデントを務めるポール・ギッター (Paul Gitter) は、『ガーディアンズ』に関してテントポール・フランチャイズを構築したい旨を発表した。このキャンペーンのパートナーとして、ハズブロ、レゴ、ファンコ、LBキッズ、GEICO、フォード・モーター、Go-Gurt、ヘインズ、シンクロニー銀行、デイリークイーン、M&M's、スクリーンヴィジョン、スプリント・コーポレーション、リグレー・カンパニーが参加した。加えてマーベルはドリトスとパートナーシップを結んで「ロック・アウト・ラウド」キャンペーン (Rock Out Loud campaign) を展開し、「最強ミックス Vol.2」を再生でき、充電も出来る「カセットテープデッキに着想を得た内蔵式プレイヤー付きの、限定版ドリトス・バッグ」を製作した。このカスタム・バッグはAmazon.comで購入できたほか、ドリトスは「ロック・アウト・ラウド」キャンペーンの一環でニューヨークとロサンゼルスに録音ブースを登場させ、中でファンが「最強ミックス Vol.2」収録曲を歌うと、カスタムバッグやコンサートチケット、無料の袋入りドリトスを獲得できる可能性があるというイベントを展開した。
2016年7月、ガンとプラットをはじめとしたキャスト陣は映画の宣伝のためサンディエゴ・コミコンに登壇し、新しいフッテージを公開して、追加登場人物の紹介を行った。10月19日には、第1弾のフル・ティーザー・トレイラー発表を前に、「スニークピーク」（"sneak peek"、ちら見せの意味）ティーザーが発表された。新キャラクターは登場せずベイビー・グルートに主軸が置かれたティーザーにもかかわらず、/Filmのイーサン・アンダートンは、力強いものだったと評し、A.V. クラブのエスター・ザッカーマンは、「当座の人気者」("an immediate crowd-pleaser") と述べた。インターネット視聴率を調査する会社コムスコアのサービス・PreAct によると、このティーザーは公開された週のトップ・トレイラーとなり、108,000回余りもソーシャルメディアで言及されたという。ガンがComic Con Experienceで第1弾ティーザー・トレイラーを発表する前の12月初め、彼は映画の内容を暴露し過ぎずにトレイラーに使用できるシーンや瞬間を見つけるのはとても難しい仕事だったと振り返り、「みんな瞬時のどんな映像でも食い入るように見て、どんな映画なのか明らかにしようとする。『ガーディアンズ2』には沢山の謎がある」と述べた。ティーザー・トレイラーについて/Filmのジェイコブ・ホールは、あまり多くを公開せずに、物語の筋ではなく登場人物の交流に焦点を当てたトレイラーを作ることができたと指摘した。ティーザーは24時間で8,100万回再生され、『美女と野獣』（2017年）に次いで2番目に多く再生されたトレイラーとなった（またマーベル・スタジオ製作の映画で当時の最多記録となった）。加えて、予告編に使われたスウィートの『フォックス・オン・ザ・ラン』は、iTunesのロック・チャートで第1位を獲得するなどリバイバルヒットを記録した。
第2弾トレイラーは第51回スーパーボウルの最中に放送された。io9のジャーメイン・ルシアー (Germain Lussier) は「楽しい」("hilarious") と述べ、アンダートンは「ひとつの生き地獄だ」("one hell of a" Super Bowl spot) と述べ、「私のような人間にとって、多分ゲームそのものを見劣りさせてしまうようなもの[中略]—宇宙で繰り広げられるいかしたアクション、みんなが愛するユーモア、星のようなサウンドトラック、続編からの素晴らしい新映像が盛り沢山だ」と述べた。このスポット映像はcomScoreによれば、Twitter上で試合中に47,800回も会話に上がり、この試合中の最高値を叩き出した。映画はファンダンゴ調べで、スーパーボウル中に放送された映画トレイラーの中で、ファン支持率1位となった。追加のトレイラーは、2017年2月28日に『ジミー・キンメル・ライブ!』内で放送された。コリダーのヘイリー・ファウチ (Haleigh Foutch) は、このトレイラーが映画を「強力に売り込んで」("hype") おり、「本当に素晴らしいトレイラーで、第1作を大ヒットさせた風変わりなユーモアと不敬な魅力に酔っているところへ、追加用量の視覚的豪華さを打ち込んだ」と述べた。プラットとサルダナは2017年のキッズ・チョイス・アワード (en) にも登場し、限定クリップを公開した。7月中旬にマーベルは、映画のホームメディア・リリースを宣伝するため、1980年代風のインフォマーシャルと、実際に使用できるフリーダイヤルを作成した。

### ホームメディア
この作品はウォルト・ディズニー・スタジオ・ホーム・エンターテイメントから2017年8月8日にダウンロード販売開始され、8月22日にはBlu-ray、Blu-ray 3D、Ultra HD Blu-ray、DVDが発売された。Ultra HD Blu-ray版は、ディズニー作品初の4K解像度作品となった。ダウンロード版とBlu-ray Discには、舞台裏映像、オーディオ・コメンタリー、削除シーン、NG集に加え、『ガーディアンズ・インフェルノ』のミュージック・ビデオが収録された。ダウンロード版には更に限定特典として、当初のアイデアから完成版に至る流れ3シーン分と、ディズニー・カリフォルニア・アドベンチャーのドロップ・タワー・ダーク・ライド型アトラクション「ガーディアンズ・オブ・ギャラクシー - ミッション:ブレイクアウト!」の舞台裏映像が追加された。
1970年代風に作られた『ガーディアンズ・インフェルノ』のミュージック・ビデオはデイヴィッド・ヤロヴェスキー (David Yarovesky) が監督し、デビッド・ハッセルホフが主演したほか、ジェームズ・ガン監督、プラット、サルダナ、バウティスタ、クレメンティーフ、ギラン、ルーカー、ショーン・ガンと主要キャスト陣が揃って出演した。またこのビデオには、スタン・リーと『ジミー・キンメル・ライブ！』のギレルモ・ロドリゲスがカメオ出演している。このミュージック・ビデオは、Mecoによる『スター・ウォーズ』テーマのアレンジ版にオマージュをかけている。また「スニーパーズ」というユニット名は、ガンが本編登場を渇望していたマーベル作品の種族、スニーパーに由来している。プラットとサルダナのスケジュール関係で、2人の出演部分はそれぞれロンドンとロサンゼルスで別撮りされた。
ダウンロード版は、マーベル・スタジオの映画として、ダウンロード数・第1週の売り上げ共に最高の結果を叩き出した。第1週の物理的売り上げは、NPDビデオスキャンのデータによれば、ホームメディア・リリース第1位で、「他のトップ10作品合計のほぼ3倍」("nearly three times as many discs as the rest of the top 10 sellers combined") に匹敵する売り上げとなった。Blu-ray版が全体の83%を占め、また10%はUltra HD Blu-ray版だった。販売第2週にもホームメディア・リリース第1位を獲得した。イギリスでも売り上げトップに躍り出て、その枚数はトップ40にランクインした他の映画の売り上げ件数合計よりも多かった。日本では2017年9月6日にBlu-ray Disc&DVD (Movie NEX) 版が発売された。

## 批評と反応

### 興行収入
『ガーディアンズ・オブ・ギャラクシー:リミックス』はアメリカ合衆国とカナダで3億8,980万ドル以上の興行収入を得たほか、他の国で4億7,390万ドル以上を得て、世界トータルでは8億6,380万ドルの興行収入を得た。作品は、公開からおよそ3週後の戦没将兵追悼記念日の週末（5月最終週の月曜日まで）に第1作の興行収入（7億7,300万ドル）を越え（世界での興行収入は7億8330万ドル）、1週間後には、MCU作品史上5位の興行収入をあげた。「Deadline.com」は、製作費や印刷・広告費 (P&A) 、俳優のギャラなどを興行収入やホームメディア販売での利益と比較し、映画の純利益を15億4,700万ドルと試算して、作品を2017年の「最も高額なブロックバスター作品」("Most Valuable Blockbusters") ランキング第9位にランクインさせた。
鑑賞券は2017年4月24日に販売開始され、ファンダンゴでは販売枚数トップとなったほか、同様の期間に売り出された『アベンジャーズ/エイジ・オブ・ウルトロン』（2015年）の先行販売時の記録を上回った。MovieTickets.com で販売されたチケットの80%以上は、前売り券段階でのものだった。第2作は公開週末のアメリカ合衆国・カナダで1億4650万ドルを稼ぎ出し、IMAXでも1,300万ドルの興行収入を得た。1,700万ドルは木曜夜のプレビュー上映で獲得したもので、この金額はプレビュー上映による2017年最大の興行収入となった。作品は公開週末で1億6,000万ドル以上の興行収入を得ると期待されていたが、「Deadline.com」では『シビル・ウォー/キャプテン・アメリカ』が成し遂げた1億7,900万ドルのデビューに匹敵するとの予測を出していた。作品は第2週も興行収入1位をキープし、第3週で『エイリアン: コヴェナント』に甘んじて第2位に後退した。作品は第4週でも第2位を維持し（この週の1位は『パイレーツ・オブ・カリビアン/最後の海賊』）、3億3760万ドルの興行収入を得て、この次点で第1作の北米興行収入総計を上回った。第5週までに、作品の順位は4位まで下がり、次週には5位へと更に後退した。作品は更に2週トップ10の座を維持し、公開第7週には9位、第8週には10位となった。
アメリカ合衆国とカナダ以外では、37市場の第1週で1億600万ドルを稼ぎ出し、ポルトガル・トルコ・ベトナム以外の全てでトップに躍り出た。IMAXでは公開第1週で500万ドルを得たほか、ベルギー以外の全市場で、第1作の公開週末の成績を越える快挙を達成した。第2週末には、韓国、中国、ロシアで公開された。オーストリアではMCU作品史上最高のオープニング成績を得たほか、オーストラリア（1180万ドル）とオランダ（50万ドル）、ドイツ（930万ドル）とイギリス（1690万ドル）ではMCU史上2位、ニュージーランド（40万ドル）とイタリア（140万ドル）、更にロシア（1160万ドル）ではMCU史上3位となった。ニュージーランドとオランダのオープニング成績は2017年の映画最大となったほか、ドイツ・イギリスでもその年第2位につけた。韓国では2017年の公開初日最大（330万ドル）かつ公開週末の興行収入第2位（1330万ドル）となり、後者は第1作の韓国国内収入を超えるほどだった。また5月の公開初日収入はトップで、MCU作品の公開初日収入としても第3位だった。ウクライナでは史上2位のオープニング成績を上げ、プエルトリコではIMAXで史上最高のオープニング成績を得た。多くの市場で『ガーディアンズ・オブ・ギャラクシー:リミックス』は、第3週までに第1作の総興行収入を超える金額を売り上げ、中国では第4週にこの快挙を達成した。翌週にはアメリカ合衆国・カナダの興行収入（4億5,110万ドル）が、第1作の国際興行収入（4億4,000万ドル）を越えた。第2作の総収入がトップだった市場は、中国（9930万ドル）、イギリス（5130万ドル）、ドイツ（2800万ドル）だった。
日本では2017年5月12日に公開され、興行収入は公開週末で第2位（1位は『美女と野獣』）、第2週で第3位（1位は変わらず、前週3位の『名探偵コナン から紅の恋歌』が第2位）となった。また日本国内では11億4,000万円の興行収入を獲得し、日本映画製作者連盟による翌年1月集計段階で、2017年公開の洋画第23位にランクインした。

### 批評家の反応
映画評蓄積サイトRotten Tomatoesにて、この映画の支持率は349件のレビューに基づき83%、また平均得点は10点満点中7.2点とされている。Metacriticでは48件のレビューに基づき100点満点中67点のスコアで、「概ね好意的な批評」("generally favorable reviews") である。CinemaScoreでの観衆投票ではA+からFまでの格付けで「A」を獲得し、ポストトラックは劇場鑑賞者の93%が好意的なスコアを付け、77%が「はっきりおすすめ」("definite recommend") 評価を下したと報じた。
『バラエティ』のオーウェン・グレイバーマンは、映画について「贅沢かつ気の利いた続編で、[前作と]同じ、親しみの持てる巧みな輝きが込められて」おり、「良い点が詰め込まれすぎるくらいになる運命なのだ」と述べた。彼は「今回はただ、[ガンが]我々を楽しませるためにどれだけ熱心に働いたか感じることができただろう。もしかしたら少し働き過ぎだったかもしれない」と警句を発した。『ローリング・ストーン』のピーター・トラヴァースは映画を「突風」(a "blast") と評して4つ星中3つ星を与え、映画のトーンや面白み、サウンドトラック、登場人物を絶賛した。トラヴァースは、『Vol.2 は前作のサブリミナル広告的な驚きに打ち勝つことはできないだろう。それをやれるのは1回だけだ。しかしながら嬉しいことに、CGIの多用や続編としての巧妙さを兼ね備え、第2作は傑出した愚行への愛を失ってはいなかった」と述べた。『シカゴ・サンタイムズ』のリチャード・ローパーもこの映画に3つ星を与え、「必ずしも楽しさいっぱいだったり、クレバーだったり、前作同様に新鮮というわけではない——ただし、それでも明るくて輝いていてかぐわしい活気は兼ね備えている」と述べた。ローパーは更に、「[この映画の]馬鹿馬鹿しさと辛辣さ全てを考えても、ガーディアンズは、登場人物が深刻な躓きに苦しむ時や、真面目になって他人を助けるために危険を冒す時に、あなたの喉を詰まらせるのだ」と述べ、キャスト、特にルーカーの演技を絶賛した上で、彼について「映画で1番素晴らしい役のひとつ」("one of the best roles in the movie") と述べた。『RogerEbert.com』に寄稿したブライアン・タレリコ (Brian Tallerico) は4つ星中3つ星を付け、作品は「完全に楽しめる夏のブロックバスター作品」("a thoroughly enjoyable summer blockbuster") と述べ、「第1作にあった多くの欠点を[避け]、複数の点で際立って良くなっていた。楽しくクレバーで、夏の映画シーズンに向けた素晴らしいキックオフだ」と評した。
映画に4つ星中3つ星を与えた『ニューヨーク・ポスト』のサラ・スチュワートは、映画は詰め込みすぎではあるが、「少なくとも上等な陽気さが詰め込まれて」おり、「[ガンの]陽気なアプローチはこの問題を驚くほど些細なものにしている」と述べた。また映画のトーンや作品を盛り上げる1980年代への言及を褒め、第2作は「陰気なスーパーヒーローへの解毒剤」(an "antidote to somber superheroes") だと述べた。『ワシントン・ポスト』のマイケル・オサリヴァンは4つ星をつけ、第1作と比べて「より楽しく粋で、余計感動的」("funnier, nuttier, and more touching") だと賞賛した。オサリヴァンは、第1作を繰り返すのではなく更に増強することで、ありがちな続編の問題を避けたように感じたとし、全編にわたる「目も眩むような」("dazzling") 視覚効果と音楽の使い方を特筆した上で、作品については「夏がそこに来た、そして結局悪くはないさと示す、タップを踏みたくなるようで目を剥くほどのお知らせだ」と述べた。CNN.comのブライアン・ロウリーは、映画の中盤とその悪役を批判したが、映画は力強い始まりと終わり、更に「気さくなエネルギー」("good-natured energy") を兼ね備えており、マーベル発の他の続編より良作と感じたことを明かした。また「勇敢に仕事を終わらせるというより、ここからそこへの旅が多少支離滅裂で汚れ仕事であったとしても、究極のところ中心的な5人と充分に分かち合っている」のがこの映画だと述べた。『ザ・アトランティック』のクリストファー・オーは、第1作ほど期待に添う物ではなかったと感じ、その理由について前作より重いテーマと、ラッセルが「酷いミスキャスト」("badly miscast") と感じたことを挙げたが、それ以外のキャストやサウンドトラック、ユーモアは好意的な批評を与えるに値するとした。
『ハリウッド・レポーター』のトッド・マッカーシーは、第2作について「2度目のローラーコースター搭乗で、1度目は本当に興奮したが、今ではあそこも行ったしあれもやったなと感じる」と述べた。『ロサンゼルス・タイムズ』のケネス・タランはサウンドトラックとキャスト陣、特にラッセルに好評価をしながら、ガンは第1作の魅力を思い出すのに大変苦労しており、視覚効果やアクションの増加にはうんざりしたと述べた。タランは、「続編を受け入れられるようにするには充分なほど、最初の『ガーディアンズ』を思い出させる要素が詰め込まれているが、続編そのものというより、標準的なマーベル作品のひとつという感じがする」と結論付けた。『ニューヨーク・タイムズ』のマノーラ・ダーギスは、映画について「確かに魅力を持っているが、その大半は物語的というより視覚的だ」と述べた。またガンについても大変骨の折れる仕事をしており、ラッセルを据えて作品をより真剣なものにしようという意図で多くの要素が散りばめられており、これらがより必要とされている「自然なゆるみ」("unforced looseness") と釣り合いを取っているとした。『ザ・ニューヨーカー』のアンソニー・レーンは、エゴの登場で、映画が「バックストーリーの呪い」("the curse of the backstory") に苦しみだし、エゴの本当の望みが明らかになったところで、「この映画のポイントである、馬鹿馬鹿しさと元気が協働して話を進めていくという特徴が、段々動かなくなっていった」と指摘した。最終的にレーンは、「Vol.3 で、宇宙一高額なグループセラピーに嵌まり込むのではなく、オリジナルの活気を取り戻すことに期待しようじゃないか」とまとめた。

### 受賞とノミネート
| 年     | 映画賞                                                         | 部門                                                                                      | 対象 | 結果       | 出典            |
| ------ | -------------------------------------------------------------- | ----------------------------------------------------------------------------------------- | --- | ---------- | --------------- |
| 2017年 | 第20回ティーン・チョイス・アワード                             | 映画部門SF/ファンタジー映画賞                                                             | 作品本編 | 受賞       | [ 222 ]         |
| 2017年 | 第20回ティーン・チョイス・アワード                             | 映画部門SF/ファンタジー男優賞                                                             | クリス・プラット | 受賞       | [ 222 ]         |
| 2017年 | 第20回ティーン・チョイス・アワード                             | 映画部門SF/ファンタジー女優賞                                                             | ゾーイ・サルダナ | 受賞       | [ 222 ]         |
| 2017年 | 第20回ティーン・チョイス・アワード                             | チョイス・ムービーシップ                                                                  | クリス・プラット、ゾーイ・サルダナ                                                                                               | ノミネート | [ 222 ]         |
| 2017年 | ドラゴン賞                                                     | SF/ファンタジー映画賞                                                                     | 作品本編 | ノミネート | [ 223 ]         |
| 2017年 | 第21回ハリウッド映画賞                                         | 録音賞                                                                                    | デイヴ・アコード、アディソン・ティーグ                                                                                           | 受賞       | [ 224 ]         |
| 2017年 | ハリウッド・ミュージック・イン・メディア賞                     | サウンドトラック・アルバム                                                                | Guardians of the Galaxy Vol. 2                                                                                                   | ノミネート | [ 225 ]         |
| 2017年 | ハリウッド・ミュージック・イン・メディア賞                     | 歌曲賞 - SF・ファンタジー・ホラー映画部門                                                 | スニーパーズ&デビッド・ハッセルホフ 『ガーディアンズ・インフェルノ』 "Guardian's Inferno" for The Sneepers & David Hasselhoff    | ノミネート | [ 225 ]         |
| 2017年 | ハリウッド・ミュージック・イン・メディア賞                     | 映画部門 音楽監督賞 Outstanding Music Supervision – Film                                  | デイヴ・ジョーダン | ノミネート | [ 225 ]         |
| 2017年 | セントルイス映画批評家協会賞                                   | サウンドトラック賞                                                                        | Guardians of the Galaxy Vol. 2                                                                                                   | ノミネート | [ 226 ]         |
| 2017年 | 第16回ワシントンD.C.映画批評家協会賞                           | 声優賞                                                                                    | ブラッドリー・クーパー | ノミネート | [ 227 ]         |
| 2017年 | フロリダ映画批評家協会賞                                       | 視覚効果賞                                                                                | 作品本編 | ノミネート | [ 228 ]         |
| 2018年 | 第45回アニー賞                                                 | 実写作品キャラクター・アニメーション賞                                                    | アースラン・エルヴァー、リアム・ラッセル、 アルヴィス・アヴァティ、アレサンドロ・クイッチ                                        | ノミネート | [ 229 ]         |
| 2018年 | ギルド・オブ・ミュージック・スーパーバイザーズ賞               | 映画部門 音楽監督賞 - 予算2,500万ドル以上の部 (en)                                        | デイヴ・ジョーダン | ノミネート | [ 230 ]         |
| 2018年 | 第16回視覚効果協会賞                                           | 視覚効果賞 - 実写映画部門 (en)                                                            | クリストファー・タウンゼンド、デイミアン・カー、ガイ・ウィリアムズ、ジョナサン・フォークナー、ダン・サディック                   | ノミネート | [ 231 ]         |
| 2018年 | 第16回視覚効果協会賞                                           | バーチャル撮影賞 - 実写映画部門 Outstanding Virtual Cinematography in a Photoreal Project | ジェイムズ・ベイカー、スティーヴン・ロー、アルヴィス・アヴァティ、ロバート・スティップ 『グルートの踊り/オープニング・フライト』 | 受賞       | [ 231 ]         |
| 2018年 | メイクアップ・アーティスト・アンド・ヘア・スタイリスト・ギルド | 長編映画部門 - コンテンポラリー・ヘア・スタイリング賞                                     | カミール・フレンド、ルイザ・アンソニー、ジュールズ・ホールデン                                                                   | 受賞       | [ 232 ]         |
| 2018年 | メイクアップ・アーティスト・アンド・ヘア・スタイリスト・ギルド | 長編映画部門 - 特殊メイクアップ効果賞                                                     | ジョン・ブレイク、ブライアン・サイプ                                                                                             | ノミネート | [ 232 ]         |
| 2018年 | 第90回アカデミー賞                                             | アカデミー視覚効果賞                                                                      | クリストファー・タウンゼンド、デイミアン・カー、ガイ・ウィリアムズ、ジョナサン・フォークナー、ダン・サディック                   | ノミネート | [ 233 ]         |
| 2018年 | 第44回サターン賞                                               | コミック原作映画賞                                                                        | 作品本編 | ノミネート | [ 234 ] [ 235 ] |
| 2018年 | 第44回サターン賞                                               | サターン助演男優賞                                                                        | マイケル・ルーカー | ノミネート | [ 234 ] [ 235 ] |
| 2018年 | 第44回サターン賞                                               | サターンメイクアップ賞                                                                    | ジョン・ブレイク、ブライアン・サイプ                                                                                             | ノミネート | [ 234 ] [ 235 ] |
| 2018年 | 第44回サターン賞                                               | サターン特殊効果賞                                                                        | クリストファー・タウンゼンド、デイミアン・カー、ガイ・ウィリアムズ、ジョナサン・フォークナー、ダン・サディック                   | 受賞       | [ 234 ] [ 235 ] |
| 2018年 | ビルボード・ミュージック・アワード2018                         | トップ・サウンドトラック賞                                                                | ガーディアンズ・オブ・ギャラクシー オーサム・ミックス Vol.2                                                                      | ノミネート | [ 236 ]         |

## 第3作の製作
2014年11月、ガンは第1作に取り組んでいた段階で第2作への「基礎的なストーリー」("basic story") を考えていたことを明かし、同時に製作可能性がある第3作のアイデアも浮かんでいると述べた。しかしながらこの後ガンは、2015年6月に応じたインタビューで、『ガーディアンズ』の第3作に関与するかは不透明で、第2作を完成させた後の自身の気持ち次第だとした。2016年4月、ファイギはMCU作品の将来について、「2020年以降のことはまだまだ大きなチェス盤といったところだが、[その中に]『ガーディアンズ3』があるのは確約できる。どんな順番になるのかは分からない」と述べた。2017年3月、ガンは「[第3作は]確かにある。今みんなで理解しようとしているところだ。本当にやりたいことが何か探っているところで、それが全てだ」と述べ、「"Vol. 3" に関して具体的な計画は何も無い。但し、何か恐ろしいことが起こらない限り——いつでも可能性はあるが知ることは出来ない——マーベルはもう1作作りたがると思う」とも発言した。またこのインタビューに答えた2017年3月の段階で、ガンは第3作に携わるかは以前不透明で、「次の2、3週のうちに」("over the next couple of weeks") 彼の関与と次回作が明らかになる見通しだと述べた。翌月、ガンは自身が第3作 "Guardians of the Galaxy Vol. 3" の監督と脚本を担当すると発表し、6月には脚本の初稿を書き上げたと明かした。主要キャストでは、プラットとクレメンティーフ、バウティスタの第3作出演確定が報じられていた。撮影は2019年に始まる予定で、2020年の公開が予定されていた。また時系列としてはガンから『アベンジャーズ/インフィニティ・ウォー』の後になると明かされていた。
しかしながら、2018年7月、ガンが2008年から2011年頃に行ったペドフィリアなどを題材にするツイートが掘り起こされた後、マーベルとその親会社に当たるディズニーはガンとのビジネス関係解消を発表した。解雇報道に際し、第2作の主要キャストであるプラット、サルダナ、バウティスタ、クーパー、ディーゼル、ショーン・ガン、クレメンティーフ、ルーカー、ギランは連名でガンを支持する公開書簡を提出した。また、ファンの間でもChange.orgでの署名や、カリフォルニアディズニーランド付近への看板広告の設置など、再雇用を求める運動が行われた。バウティスタはガン無しでの続編製作に強い不快感を示しており、脚本が使用されなければドラックス役を降板する意思まで述べていた。8月1日、『バラエティ』誌は、ディズニーがガンの後任監督選びに急いでいないこと、またトップクラスの映画製作者と契約できるようになるのを待っており、当初の予定だった2019年2月の製作開始が押しても厭わない様子だと報じた。その後も、マーベル側がキャスト陣の共同声明を受けてディズニーとの交渉に挑んでいること、ガンの脚本のみでも使用する案などが報じられたが、結局ガンとの再契約は見送られ、ガンが完成させていた初稿も、使用はされるが改稿の見込みが高いとされた。
しかし現地時間2019年3月15日に、ガンが監督として復帰することが決定した。ガンは降板騒動以来初めて自身のSNSを更新し、復帰への思いを述べた。ガンは解雇劇の間にDCコミックス原作映画『ザ・スーサイド・スクワッド “極”悪党、集結』の監督・脚本を務めることが決まっており、『ガーディアンズ・オブ・ギャラクシー』第3作の製作は『ザ・スーサイド・スクワッド “極”悪党、集結』の製作が完了し次第とりかかることになっている。
『ガーディアンズ・オブ・ギャラクシー:VOLUME 3』は2023年5月3日に日本、5日にアメリカで公開予定。